# Lijst van beschermd erfgoed in Blegny
Onderstaande tabel geeft een overzicht van de beschermde erfgoederen in de gemeente Blegny. Het beschermd erfgoed maakt deel uit van het cultureel erfgoed in België.
| Object                                                                   | Bouwjaar/architect | Deelgemeente                 | Adres                       | Coördinaten                   | Nummer?                | Afbeelding                                                               |
| ------------------------------------------------------------------------ | ------------------ | ---------------------------- | --------------------------- | ----------------------------- | ---------------------- | ------------------------------------------------------------------------ |
| Kasteel van Cortils (M) ensemble van het kasteel en de omgeving (S)      |                    | Mortier                      | Cortils                     | 50° 41' 45" NB, 5° 44' 36" OL | 62119-CLT-0001-01 Info | Kasteel van Cortils (M)ensemble van het kasteel en de omgeving (S)       |
| Ruïnes van kasteel Saive (M) ensemble van deze ruïnes en de omgeving (S) |                    | Saive                        | Rue du Vieux Château 1      | 50° 39' 35" NB, 5° 40' 59" OL | 62119-CLT-0002-01 Info | Ruïnes van kasteel Saive (M) ensemble van deze ruïnes en de omgeving (S) |
| Kasteel Méan (gevels, daken, balzaal op de tweede verdieping) (M)        |                    | Saive                        | Rue Cahorday 3              | 50° 39' 6" NB, 5° 40' 37" OL  | 62119-CLT-0003-01 Info | Kasteel Méan (gevels, daken, balzaal op de tweede verdieping) (M)        |
| Bijgebouw in vakwerk (M)                                                 |                    | Saive                        | Rue Cohy 9                  | 50° 39' 30" NB, 5° 40' 40" OL | 62119-CLT-0004-01 Info |                                                                          |
| Sint-Pieterskerk (M) ensemble van de kerk met zijn omgeving (S)          |                    | Saive                        |                             | 50° 39' 11" NB, 5° 40' 56" OL | 62119-CLT-0005-01 Info | Sint-Pieterskerk (M) ensemble van de kerk met zijn omgeving (S)          |
| Ensemble van de Sint-Gilliskapel en omgeving (S)                         |                    | Mortier                      | Rue Richelette / Rue du Gué | 50° 41' 14" NB, 5° 43' 53" OL | 62119-CLT-0007-01 Info | Ensemble van de Sint-Gilliskapel en omgeving (S)                         |
| Hoeve van Pixho (M) ensemble van de hoeve en de omgeving (S)             |                    | Saive                        | Allée des Marronniers 2     | 50° 38' 43" NB, 5° 40' 50" OL | 62119-CLT-0009-01 Info |                                                                          |
| Kasteelhoeve van Housse: bepaalde delen (M)                              |                    | Housse                       | Rue Wérihet 7               | 50° 40' 53" NB, 5° 41' 34" OL | 62119-CLT-0010-01 Info | Kasteelhoeve van Housse: bepaalde delen (M)                              |
| Vierkantshoeve (M)                                                       | 1685               | Saive                        | Rue des Châteaux 24         | 50° 39' 4" NB, 5° 40' 49" OL  | 62119-CLT-0011-01 Info |                                                                          |
| Steenkoolmijn van Blegny                                                 |                    | Trembleur Mortier Saint-Remy |                             | 50° 41' 11" NB, 5° 43' 22" OL | 62119-CLT-0012-01 Info | Steenkoolmijn van Blegny                                                 |